# Tempel van Artemis in Syracuse

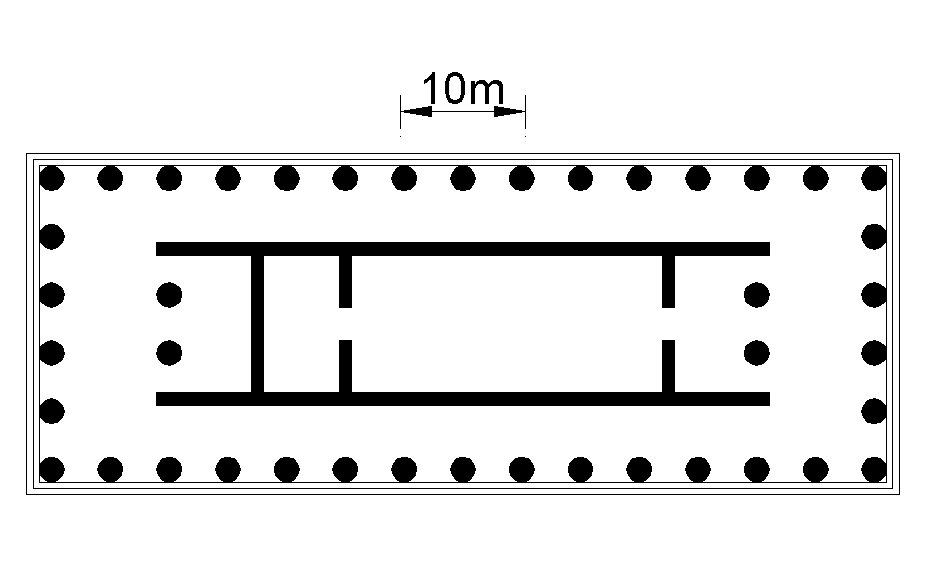
Grondplan van een peripteros

De Tempel van Artemis in Syracuse  was een tempel gewijd aan de godin Artemis in de stad Syracuse die werd gebouwd in de 6e eeuw v.Chr.
Deze tempel was van het type Ionische peripteros  en mat 22,60m op 55,90 m. Het aantal zuilen was verdeeld als 6 × 14. Resten van deze Artemistempel zijn teruggevonden onder het stadhuis. De tempel lag noordelijk van de Athenetempel.